# Палац Аділе Султан
Палац Аділе Султан — колишня султанська резиденція, в якій пізніше відкрита школа для дівчаток. Нині є культурним і освітнім центром в Канділлі, передмісті Стамбула в Туреччині.

## Історія
Палац побудований для принцеси Аділе Султан (1826—1899), дочки султана Махмуда II (1789—1839) і сестри султанів Абдул-Меджида I (1823—1861) і Абдул-Азіза (1830—1876), за проектом архітектора Саркіса Бальяна. Зведений на місці павільйону, подарованого сестрі в 1856 султаном Абдул-Меджидом I. Палац побудований за замовленням іншого її брата, султана Абдул-Азіза. Стоїть на пагорбі, який знаходиться на мисі в середині азійського узбережжя Босфорської протоки. Таке розташування відкриває прекрасний панорамний вид на Босфор, Мармурове та Чорне моря. Палац мав 55 кімнат на ділянці в 17 000 м².
Аділе Султан, єдина жінка-поет з роду османських султанів, що мала свій Диван. Жила в палаці до смерті чоловіка, Мехмеда Алі-паші в 1868. Пожертвувала резиденцію на створення середньої школи для дівчаток після своєї смерті в лютому 1899.
З початком Першої світової війни будівля на короткий час перейшла під контроль Військового міністерства. Тільки в 1916 тут відкрилася школа для дівчаток, і перші випускниці закінчили школу в 1920. У 1924, за місцем розташування, навчальний заклад став називатися середньою школою для дівчаток в Канділлі.
У 1969 класи середньої школи переїхали в новий будинок. Старий палац використовувався як інтернат для школярок до 1986, коли він згорів через коротке замикання.
Будівлю палацу відновлено завдяки пожертвам колишніх випускниць школи та благодійників, особливо мільярдера та філантропа Сакипа Сабанджі, що не дожив до церемонії відкриття, яка відбулася 28 червня 2006. Нині в палаці відкрито культурний й освітній центр його імені.
Палац займає площу в 5 625 м² і включає овальний зал для нарад і бенкетів на 500 осіб, два конференц-зали на 200 осіб кожен, зал в 1 300 м² для коктейлів та виставок, 20 конференц-залів на 30-40 місць, музей, їдальню на 150 місць і кафе на 60 осіб.